# Felix Moeller
Felix Moeller (* 1965 in München) ist ein deutscher Historiker, Schauspieler, Filmregisseur und Filmproduzent.

## Leben
Moeller wurde 1965 in München geboren und ist der Sohn von Margarethe von Trotta und Jürgen Moeller. Er studierte Geschichte, Politikwissenschaft und Kommunikationswissenschaft und promovierte 1994 zum Dr. phil. Zuvor begann er bereits 1981 seine Karriere in der Filmbranche mit einer kleinen Rolle in Die bleierne Zeit. Auch in den Jahrzehnten danach spielte er in weiteren Filmen seiner Mutter mit. Im Jahr 1999 forschte er für die Dokumentation Ein Tag im September, der sich mit dem Münchner Olympia-Attentat befasst, für die er auch mit einem Emmy nominiert wurde.
Im Jahr 2008 erschien sein erster Kinofilm Harlan – Im Schatten von Jud Süß, bei dem er sich erstmals kritisch mit der Filmindustrie des Nationalsozialismus beschäftigte. Im Film geht es um den Regisseur Veit Harlan. Der Kinofilm Verbotene Filme von 2014 befasst sich mit den Vorbehaltsfilmen und der Frage, ob sie freigegeben werden können.
Für Sympathisanten – Unser Deutscher Herbst forschte er 2018 in den Tagebüchern seiner Mutter. Im Film geht es um Personen, die im Deutschen Herbst mit den Vorstellungen der RAF sympathisierten. Er selbst war bei der Razzia im Familienhaus zwölf Jahre alt und verarbeitete diese Erfahrung im Film. Im Jahr 2022 beschäftigte er sich mit Antisemitismus im Netz und kreierte den Film Jud Süß 2.0: Vom NS- zum Online-Antisemitismus.

## Werke

### Filmografie – Filmstab
- 1999: Ein Tag im September (Recherche)
- 2003: Die Verhoevens (Fernsehfilm)
- 2005: Knef – Die frühen Jahre (Fernsehfilm)
- 2008: Harlan – Im Schatten von Jud Süß
- 2014: Verbotene Filme
- 2018: Sympathisanten – Unser Deutscher Herbst
- 2022: Jud Süß 2.0: Vom NS- zum Online-Antisemitismus (Fernsehfilm)

### Filmografie – Schauspieler
- 1981: Die bleierne Zeit
- 1983: Heller Wahn
- 1986: Rosa Luxemburg
- 1994: Das Versprechen
- 2003: Rosenstraße
- 2006: Ich bin die Andere
- 2012: Hannah Arendt
- 2015: Die abhandene Welt
- 2023: Ingeborg Bachmann – Reise in die Wüste

### Bücher
- Der Filmminister. Goebbels und der Film im Dritten Reich. Henschelverlag, Berlin 1998, ISBN 978-3-89487-298-4. (englische Übersetzung 2000)
- Eiga daijin. Gebberusu to nachi jidai no eiga. Hakusuisha, Tokyo 2009, ISBN 978-4-560-08002-3.

## Auszeichnungen
- 2001: Primetime-Emmy-Nominierung für Recherche bei Ein Tag im September
- 2010: Preis-der-deutschen-Filmkritik-Nominierung in der Kategorie Bester Dokumentarfilm für Harlan – Im Schatten von Jud Süß
- 2022: Deutscher Fernsehpreis 2022 in der Kategorie Bester Fernsehjournalismus für Jud Süß 2.0: Vom NS- zum Online-Antisemitismus